# Phenacolemur
Il fenacolemure (gen. Phenacolemur) è un mammifero fossile, appartenente ai plesiadapiformi. Visse tra il Paleocene superiore e l'Eocene inferiore (circa 60 - 52 milioni di anni fa) e i suoi resti sono stati ritrovati in Nordamerica ed Europa.

## Descrizione
Questo animale era un plesiadapiforme di medie dimensioni, e poteva raggiungere i 500 grammi di peso. L'aspetto generale doveva ricordare vagamente quello di uno scoiattolo, come quello di molti altri plesiadapiformi. Phenacolemur possedeva una mandibola dotata di una coppia di lunghi incisivi sporgenti, un solo premolare e tre molari. La mancanza dei canini ha fatto sì che si formasse un ampio diastema (uno spazio tra i denti anteriori e quelli posteriori). I molari superiori erano dotati di una struttura nota come postprotocingolo, o "Nannopithex-fold", una delle tre creste che scendevano dal protocono. Il muso di Phenacolemur era allungato e stretto, ed era presente un grande forame infraorbitale. Questa caratteristica è compatibile con la presenza di un muso ricco di nervi, con vibrisse tattili. La bulla uditiva era sprovvista di tubi ossei; le falangi intermedie erano dritte e lunghe, simili a quelle degli attuali lemuri volanti (Dermoptera).

## Classificazione
Phenacolemur venne descritto per la prima volta nel 1915 da William Diller Matthew, che ne studiò i resti provenienti dallo Wyoming. Al genere Phenacolemur sono state attribuite una quantità di specie, provenienti tutte da terreni del Paleocene superiore - Eocene inferiore degli Stati Uniti occidentali: Phenacolemur fortior, P. mcgrewi, P. praecox, P. shifrae, P. simonsi, P. pagei, P. jepseni. Resti attribuiti a Phenacolemur provenienti dall'Eocene inferiore sono stati ritrovati anche in Francia.
Phenacolemur appartiene ai paromomidi, un gruppo di plesiadapiformi dalla caratteristica dentatura dotata di molari piatti e larghi, adatti per cibarsi di frutti.

## Paleobiologia
Sulla base del quarto premolare ingrandito, alcuni studi indicano che Phenacolemur si nutrisse principalmente di noci e frutti (Szalay, 1968). Altri studi indicherebbero una dieta più simile a quella dell'odierno petauro, che si nutre di insetti, larve, fiori, boccioli e nettare (Gingerich, 1974).
Anche il modo di locomozione di questo animale è soggetto di dibattito: sulla base della morfologia delle falangi, dei polsi, del femore e della pelvi, Beard (1993) ha suggerito che Phenacolemur fosse un animale dotato di patagio, che planava da un albero all'altro come gli odierni dermotteri (e fosse un loro stretto parente). Altri studi (Runstead e Ruff, 1995) indicherebbero il contrario, sulla base della robustezza degli arti, molto maggiore rispetto a quella dei mammiferi che planano.